# Chinesische Kaiserpaläste
Die chinesischen Kaiser ließen sich im Laufe der Jahrhunderte eine ganze Reihe von Palästen errichten, die Hauptstädte wurden immer wieder verlegt. Kaiserstadt meint dann ein abgegrenztes Palastareal. Viele davon, insbesondere jene in Xi’an, Luoyang und Kaifeng fielen Kriegen, Aufständen und vergleichbaren Ereignissen zum Opfer und existieren daher heute nicht mehr. Ganz oder teilweise erhalten sind heute u. a.
- Der Kaiserpalast in Peking (chinesisch 故宮 / 故宫, Pinyin Gùgōng – „Verbotene Stadt“), von den Europäern anlässlich der Niederschlagung des Boxeraufstandes geplündert, dann von Cixi wieder neu ausgestattet,
- Der Neue Sommerpalast in Peking (頤和園 / 颐和园,  Yíhéyuán), 1860 von den Briten zerstört, von Kaiserinwitwe Cixi dann wieder aufgebaut, bei der Niederschlagung des Boxeraufstandes von den Europäern erneut zerstört, dann von Cixi wiederaufgebaut.
- Der Alte Sommerpalast in Peking (圓明園 / 圆明园,  Yuánmíngyuán), 1860 zerstört, heute nur noch Ruinen,
- Der Sommerpalast in Chengde (避暑山庄,  Bìshŭ Shānzhuāng), dem früheren Jehol, heute noch vorhanden, und
- Die Verbotene Stadt von Nanjing (明故宮 / 明故宫,  Mìng Gùgōng), im Taiping-Aufstand zerstört, heute kaum noch Ruinen vorhanden.
- Die Vergessene Hauptstadt von Fengyang, als Kaiserpalast des Ersten Mingkaisers Hongwu gebaut, während des Baus aber abgebrochen und nicht mehr vollendet.[1]